# حمام قاسيم باي
حمام قلسيم باي - (بالأذرية: Qasım bəy hamamı) هو حمام قديم واقعة من الجرء القديم في المدينة القديمة. 

## التاريخ
تم تشييده في القرنين 18-19. كما حمام قلسيم باي كان معروف بين الناس باسم «الحمام الحلو»، لإن في الحمام مع الشاي تم تقديم الحلويات.
تم تشييد حمام قلسيم باي في اواخر القرن 18 وأوائل القرن 19.
بعد أعمال الترميم في الحمام في اواخرعام 1970، بدأ يعمل النصب «الصيدلية الخضراء».
يتكون المظهر الخارجي للحمام مصنوع من القبتين الصغيرتين. الدخول إلى الحمام بطريق الدهليز واسعة.
وفقًا لأمر مجلس وزراء جمهورية أذربيجان بشأن المعالم التاريخية والثقافية، يعتبر حمام قلسيم باي «نصبًا تاريخيًا وثقافيًا ذا أهمية وطنية». 